# Kaci
Kaci (ang. Hangmen) – sztuka teatralna autorstwa Martina McDonagha, wystawiona po raz pierwszy w Londynie we wrześniu 2015 i wyróżniona Laurence Olivier Award za rok 2015 w kategorii "najlepsza nowa sztuka". Tekst utrzymany jest w konwencji czarnej komedii. 

## Opis fabuły
Głównym miejscem akcji sztuki jest pub w Oldham, zaś czas to rok 1965, kiedy to po serii kontrowersyjnych egzekucji w Wielkiej Brytanii zniesiono karę śmierci. Właścicielem pubu i zarazem głównym bohaterem sztuki jest Harry, który przez wiele lat pracował jako czołowy brytyjski kat, ustępujący sławą tylko Albertowi Pierrepointowi, co zresztą jest dla niego źródłem poważnych kompleksów. Zakończenie epoki wieszania ludzi w majestacie prawa ściąga na Harry'ego zainteresowanie mediów. Co gorsza, pojawiają się też poważne wątpliwości, czy mężczyzna powieszony przez niego dwa lata wcześniej, do końca zapewniający o swojej niewinności i niepogodzony z nadchodzącą śmiercią, faktycznie popełnił ohydne morderstwo, za które go skazano. Kiedy córka Harry'ego nie wraca z randki z przypadkowo poznanym w pubie starszym od niej chłopakiem z południa kraju, na rodzinę pada strach, iż może to być sprawka prawdziwego mordercy sprzed lat. 

## Prapremierowa inscenizacja
Pierwsza inscenizacja sztuki została wyprodukowana przez specjalizujący się w wystawianiu nowych tekstów niekomercyjny Royal Court Theatre. Reżyserem był Matthew Dunster, a w rolach głównych wystąpili David Morrissey (Harry), Reece Shearsmith (Syd), Ralph Ineson (inspektor Fry), Sally Rogers (Alice) i Johnny Flynn (Mooney). Pierwszy spektakl przedpremierowy odbył się 10 września 2015, zaś oficjalna prapremiera sztuki przypadła na dzień 18 września. Produkcja odniosła tak duży sukces frekwencyjny, iż po dwóch miesiącach od jej zejścia z afisza na scenie macierzystego teatru, co miało miejsce 10 października 2015, ta sama inscenizacja, choć w nieco zmienionej obsadzie, trafiła na ponad trzy miesiące na deski Wyndham's Theatre, jednego z komercyjnych teatrów West Endu. Jedno z ostatnich przedstawień tejże wersji było transmitowane do kin na całym świecie w ramach projektu National Theatre Live, prowadzonego przez Królewski Teatr Narodowy.